# بابی بونز
بابی بونز (انگلیسی: Bobby Bones؛ زادهٔ ۲ آوریل ۱۹۸۰) یا بابی استل (به انگلیسی: Bobby Estell) مجری رادیو، شخصیت تلویزیونی، مؤلف، کمدین و موسیقی‌دان اهل ایالات متحده آمریکا است. بونز با برنامهٔ رادیویی «بابی بونز رادیو شو» که در ابتدا از آستین، تگزاس پخش می‌ش، شناخته شد. او در مسابقهٔ تلویزیونی امریکن آیدل به عنوان «مربّی» شرکت‌کنندگان حضور دارد. او به همراه شارنا برگس، در بیست و هفتمین فصل رقص با ستارگان برنده شدند. بونز همچنین تا به حال دو کتاب پرفروش در فهرست کتاب‌های پرفروش نیویورک تایمز دارد.